# Begonia ningmingensis
Espèce
Synonymes
- Begonia ningmingensis var. ningmingensis[1]

Begonia ningmingensis est une espèce de plantes de la famille des Begoniaceae.

## Liste des variétés
Selon Catalogue of Life (21 février 2017) :
- variété Begonia ningmingensis var. bella D.Fang, Y.G.Wei & C.I.Peng
- variété Begonia ningmingensis var. ningmingensis

Selon World Checklist of Selected Plant Families (WCSP) (21 février 2017) :
- variété Begonia ningmingensis var. bella D.Fang, Y.G.Wei & C.I.Peng (2006)
- variété Begonia ningmingensis var. ningmingensis

Selon NCBI (21 février 2017) :
- variété Begonia ningmingensis var. bella

Selon Tropicos (21 février 2017) (Attention liste brute contenant possiblement des synonymes) :
- variété Begonia ningmingensis var. bella D. Fang, Y.G. Wei & C.I. Peng
- variété Begonia ningmingensis var. ningmingensis